# Babá

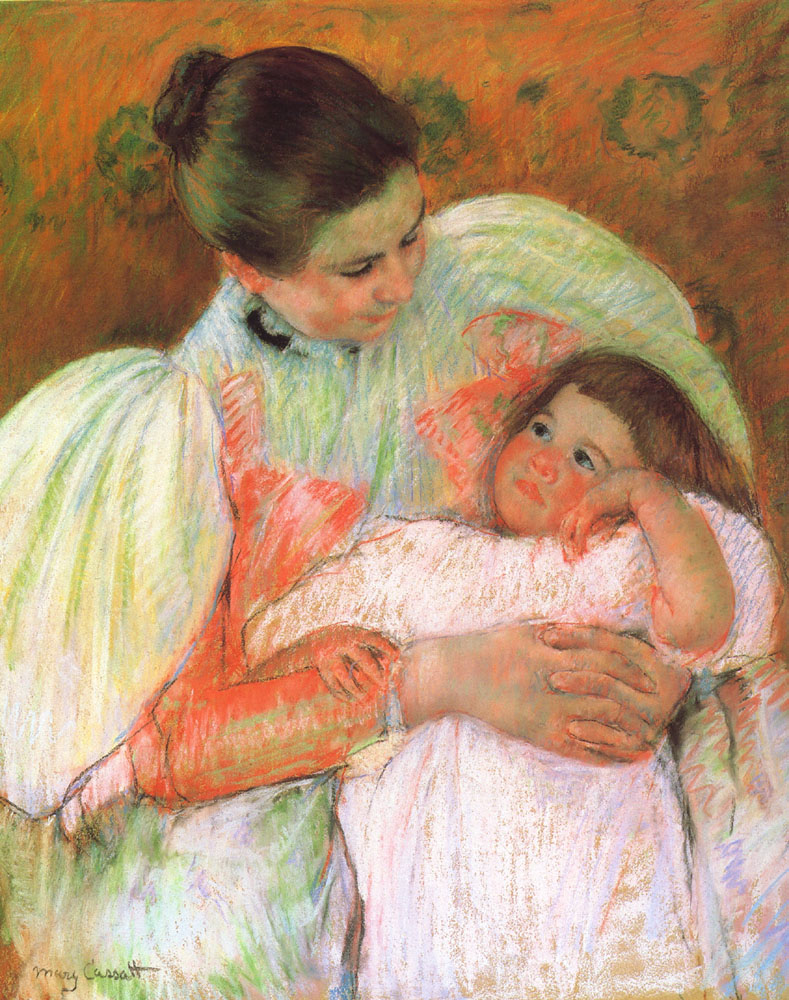
Babá e criança (por Mary Cassatt).

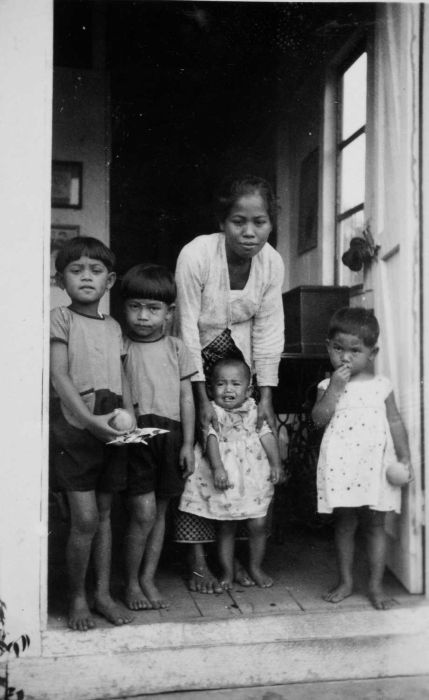
Uma "babue" e as crianças sob seus cuidados nas Índias Orientais Holandesas (atual Indonésia), 1934.

Babá, ama-seca ou babysitter é um profissional, quase sempre uma mulher, que cuida de uma criança ou bebê, em períodos de ausência dos pais ou responsáveis.
Cada vez mais presentes na sociedade moderna, as babás são as responsáveis por cuidar das crianças a partir de 3 ou 4 meses de idade (sem especialização em enfermagem) na ausência dos pais. Esta função, no entanto, tem evoluído para uma ajuda constante às mães, incluindo os cuidados com roupas e alimentação das crianças. Pode ser um trabalho assalariado para todas as idades.
Embora a profissão de babá seja relativamente recente, a função sempre existiu na maioria das sociedades organizadas, sendo exercida, dependendo de aspectos culturais e religiosos, por parentes mais jovens, servas ou ainda por escravas. O termo ama-seca era então empregado nesses casos, para diferenciar da ama-de-leite. O termo "babysitter" apareceu primeiramente em 1937, enquanto o verbo em inglês "baby-sit" aparece pela primeira vez em 1947.

## História
No século XIX e no início do século XX, uma babá era geralmente conhecida como "enfermeira" e era exclusivamente mulher. "Enfermeiras" eram encontradas em lares de renda mais alta e poderiam ser contratadas ou até escravas. Esperava-se que a mulher contratada amamentasse o bebê, um papel conhecido como ama de leite. Em alguns lares, a enfermeira administravam outros profissionais em um ambiente da casa chamado berçário. Algumas eram mantidas por pelo menos uma assistente, conhecida como babá. Por causa de seu profundo envolvimento na criação dos filhos da família, as babás muitas vezes eram lembradas com grande afeto e tratadas com mais gentileza que os outros empregados.
As babás costumavam estar presentes nas famílias mais abastadas dos países coloniais, onde passavam suas vidas nas casas dos seus senhores, muitas vezes desde a infância até a velhice, cuidando de mais de uma geração de filhos. Elas também eram obrigadas a se mudar juntamente com a família.
Na Índia Colonial, uma babá era conhecida como ayah. Este termo atualmente, pode significar também "serva" ou "empregada doméstica". Na China é, se chamava "amah" enquanto nas Índias Orientais Holandesas, a babá doméstica era conhecida como "baboe".

## Tipos

### Babá doméstica
Trata-se de uma babá que mora juntamente com a família e com a criança, sendo este tipo muito raro nos dias de hoje. Ser babá pode ser ideal para uma pessoa que deseja se mudar para o exterior por um curto período de tempo ou para se estabelecer financeiramente. Normalmente, uma babá que mora no emprego é responsável por todo o cuidado dos filhos de seus empregadores. Isso inclui qualquer coisa, desde lavar as roupas das crianças, arrumar os quartos das crianças, supervisionar os deveres de casa, preparar as refeições e levar as crianças para a escola ou outras atividades.
Os benefícios podem incluir um apartamento ou quarto separado (às vezes chamado de "flat") e, possivelmente, um carro. Embora uma babá que morasse com a família estivesse normalmente disponível 24 horas por dia no passado, isso é muito menos comum agora e muitas vezes essas babás trabalham de 10 a 12 horas, e o restante do dia de folga. Basicamente, essas babás estão trabalhando enquanto as crianças estão acordadas e os pais trabalhando. Atualmente, uma babá doméstica é mais comum entre as famílias mais ricas, porque muitas vezes têm todas as despesas pagas pelo empregador.

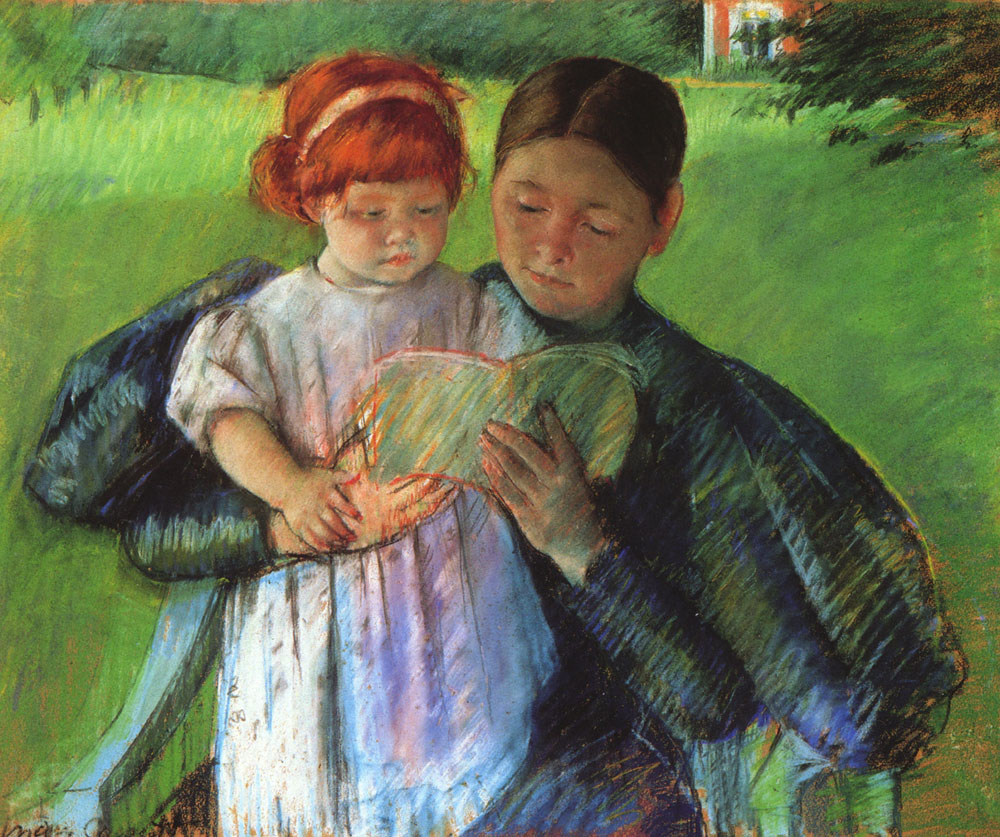
Uma babá lendo para uma criança

### Babá compartilhada
Algumas famílias usam o que é conhecido como “babá compartilhada”, em que duas ou mais famílias pagam pela mesma babá para cuidar dos filhos em cada família em regime de meio período.

### Babá noturna
A babá noturna trabalha durante o período noturno e geralmente cuida de recém-nascidos até os cinco anos de idade. Uma babá noturna pode desempenhar um papel de ensino, ajudando os pais a estabelecer bons padrões de sono ou colocar a criança para dormir. As funções e qualificações variam entre os países, mas podem atender às necessidades da família.
As qualificações de uma babá noturna geralmente são em enfermagem materna. As taxas de remuneração variam de país, mas geralmente são bem pagas em comparação com a babá geral, já que a babá noturna é vista como uma especialista em sua área.

### Babá de maternidade
Historicamente, as mulheres europeias ficavam confinadas em suas camas ou em suas casas por longos períodos de tempo após o parto. Os cuidados eram prestados por familiares do sexo feminino (sogra ou sogra) ou por uma auxiliar temporária denominada enfermeira mensal. Essas semanas eram chamadas de confinamento ou repouso e terminavam com a reintrodução da mãe à comunidade na cerimônia cristã da igreja das mulheres. Uma versão moderna desse período de descanso evoluiu com a intenção de dar o máximo de apoio à nova mãe, especialmente se ela estiver se recuperando de um trabalho de parto difícil.
Nos Estados Unidos, essas babás de maternidade especializadas são conhecidas como especialistas em cuidados com o recém-nascido (desassociando esta especialidade da enfermagem com qualificação médica). Eles são altamente experientes em todos os aspectos dos recém-nascidos, exceto em questões médicas. Eles podem trabalhar 24 horas por dia, sete dias por semana, mas geralmente trabalham cinco noites / dias por semana durante os primeiros três meses de vida de um recém-nascido. A função pode consistir em auxiliar os pais com orientações sobre alimentação, configuração do berçário, cuidados em relação a cólicas, refluxo e sono. Existem várias organizações de treinamento que oferecem certificações não credenciadas, no entanto, em um campo não regulamentado, os pais devem garantir que as qualificações de sua babá de maternidade sejam legítimas e credenciadas. Nos EUA, a Newborn Care Specialist Association é uma das muitas entidades de certificação autodesignadas. Algumas delas são especializadas em cuidados pós-parto para mães e bebês. Outro trabalho relacionado é auxiliar perinatal.
As tradições chinesas e do Leste Asiático praticam uma forma de confinamento pós-parto conhecida nas regiões de língua chinesa como zuo yue zi "sentando o mês", que são tradições e costumes relacionados à recuperação do parto. As "mulheres do confinamento" são chamadas de "yue sao" e têm conhecimento especializado sobre como cuidar do bebê e da mãe. Em Singapura e na Malásia, os especialistas em cuidados com recém-nascidos são mais conhecidos por realizarem esse tipo de trabalho. Normalmente, o período de emprego será de cerca de 28 dias ou no máximo 16 semanas. Na Coréia, essas trabalhadoras de cuidados pós-parto são chamadas de "Sanhujorisa".
Na Holanda, o atendimento pós-natal padrão é apoiado pelo seguro médico estadual, que inclui mais de uma semana de consultas que cobrem um dia inteiro, chamadas de "kraamzorg". Lá, esses profissionais são chmados de  "kraamverzorgster" (auxiliar de cuidados domiciliares de maternidade), responsável por ensinar a nova mãe a cuidar de seu bebê, com por exemplo: cuidar de sua saúde, preparar refeições, entretenimento, tarefas domésticas e limpeza da casa e banheiro.

## Treinamento e qualificações
A grande maioria das babás são mulheres entre 20 e 60 anos. Apesar de raros, existem cargos que são preenchidos por homens, o termo "manny" é usado para designar babá do sexo masculino, especialmente nos EUA e no Reino Unido.
No Reino Unido, nenhuma qualificação formal ou treinamento são exigidos para se tornar uma babá. No entanto, o National Nursery Examination Board (NNEB) fundado em 1945, confere as qualificações para babás e profissionais de creche. Em 1994, o NNEB e o Council for Early Years Awards (CEYA) fundiram-se para formar o CACHE (The Council for Awards in Children's Care and Education), que fornece qualificações necessárias para o trabalho de babá.
Norland College é uma faculdade particular perto de Bath, que oferece treinamento conceituado como babá. Ela também opera sua própria agência de empregos para graduados, bem como uma creche local em Bath.
Nos Estados Unidos, nenhuma qualificação formal é exigida para ser babá.

## Filmes e séries notórios com babás
- Mrs. Doubtfire
- Mary Poppins
- Nanny McPhee
- The Nanny